# 雷布里什瓦拉鄉
47°17′N 24°27′E / 47.283°N 24.450°E
雷布里什瓦拉鄉（羅馬尼亞語：Comuna Rebrișoara, Bistrița-Năsăud），是羅馬尼亞的鄉份，位於該國西北部，由比斯特里察-訥瑟烏德縣負責管轄，面積137平方公里，海拔高度338米，2007年人口4,883，人口密度每平方公里36人。